# Eucurtiopsis pascali
Eucurtiopsis pascali är en skalbaggsart som beskrevs av Alexey K. Tishechkin 2009. Eucurtiopsis pascali ingår i släktet Eucurtiopsis och familjen stumpbaggar. Inga underarter finns listade i Catalogue of Life.